# 防键盘记录器
防键盘记录器（或防击键记录器）是一类专为检测键盘记录软件而设计的软件。这种软件通常也会集成删除或至少阻止计算机上隐藏键盘记录器的能力。与大多数反病毒或反间谍软件相比，最大的不同是防键盘记录器并不区分合法与非法（如恶意软件）的键盘记录器；任何键盘记录器会被全部标记或选择删除，无论它们是不是合法的键盘记录器。在管理怀有恶意的用户时，防键盘记录器很是有效。它能够检测键盘记录器并阻止它们在系统上执行。

## 防键盘记录器的使用
键盘记录器有时是在用户不知情时下载到计算机上之恶意软件的一部分。在计算机系统上探测键盘记录器的存在可能很困难。于是所谓的“防键盘记录器”问世，用来防御键盘记录系统，正当使用时通常都很有效。
大型组织和个人都会使用防键盘记录器来扫描并清除（有时只是阻止）计算机上的键盘记录器。通常建议软件开发者定期扫描键盘记录器，以缩短键盘记录器可能记录击键的时间间隔。例如，假如一个系统每三天被扫描一次，任何一个键盘记录器则最多只可能隐藏在系统上并记录击键三天。

### 公用电脑
公用电脑极易被键盘记录软件或硬件影响，因为大量用户可以取得对机器的访问权并安装硬件键盘记录器或软件键盘记录器，两者中的任何一个都可在几分钟内被秘密地安装。防键盘记录器经常被每天使用，确保公用电脑未被键盘记录器感染。

### 游戏使用
键盘记录器在联机游戏领域已经非常常见，多用于秘密记录玩家的登录凭据、用户名及密码，在登录账户时，这些信息会传回到黑客。之后黑客即可登录账户并更改密码，即“盗号”。
长期以来，魔兽世界对游戏黑客都有特殊的重要意义，已成为众多键盘记录病毒的靶子。为保护游戏账户安全，许多魔兽世界和其他游戏社区成员都使用防键盘记录器。

### 金融机构
金融机构已成为键盘记录器的攻击目标，尤其是那些不采用高级安全措施，如PIN键盘、屏幕键盘的机构。防键盘记录器用于定期扫描任何访问交易或客户信息的计算机，保护密码、交易信息、信用卡号不被身份窃贼盗取。

### 个人使用
防键盘记录器最常用于在使用计算机过程中愿意保护隐私的个人用户；这类用途各不相同，包括保护在线交易的金融信息、任何密码、个人通讯，以至于几乎所有可能键盘输入到计算机上的内容。键盘记录器常由机主认识的人安装，其中很多时候这个人会是想要暗中监控机主活动（尤其是聊天）的前伴侣。

## 种类

### 基于签名分析
这类软件有一组特征库，是唯一标记一个键盘记录器的战略信息，以及包含尽可能多已知键盘记录器的清单。有些开发商还会做出一些努力，使客户能下载到实时更新的清单。每次执行“系统扫描”时，软件会将硬盘内容与清单一项一项地比较，以查找任何匹配项目。
这类软件使用颇为广泛，但它有自身的弊端。基于签名的防键盘记录器最大的弊端就是只能保护用户不受特征库中的键盘记录器影响，故仍对未知或未识别的键盘记录器无防御。网络罪犯可以下载著名的键盘记录器之一，进行足够程度的修改，防键盘记录器即无法识别。

### 启发式分析
这类软件不使用签名数据库，而利用一系列已知由键盘记录器使用的特征、属性和方法进行检测。
它分析计算机内全部模块的执行方式，由此阻止任何类似键盘记录器工作方式模块的活动。即使这种手段的保护能力比基于签名的防键盘记录器更强，它也有自身的弊端。其中一点就是这类软件也会阻止非键盘记录器。一些无害的软件模块，包括系统或合法软件的组件，也会使用键盘记录器使用的进程，故可能触发误报。一般所有非基于签名的防键盘记录器都有允许用户取消阻止特定模块的选项，不过这也给无经验用户带来麻烦，因为他们在手动选择阻止或取消阻止时并无能力区分模块的好坏。